# Utetheisa intermedia
Utetheisa intermedia är en fjärilsart som beskrevs av Butler 1877. Utetheisa intermedia ingår i släktet Utetheisa och familjen björnspinnare. Inga underarter finns listade i Catalogue of Life.